# Вучинич, Уэйн
Уэйн С. Вучинич (англ. Wayne S. Vucinich; 23 июня 1913 — 21 апреля 2005) — американский историк, профессор Стэнфордского университета, отец-основатель Американской Ассоциации славянских исследований, при поддержке которой в 1983 году была учреждена книжная премия имени Уэйна С. Вучинича.
Брат — американский историк и социолог Александер Вучинич.

## Книжная премия имени Уэйна С. Вучинича
Книжная премия имени Уэйна С. Вучинича была учреждена в 1983 году при поддержке Ассоциации славянских, восточноевропейских и евроазиатских исследований и Центра изучения славянских и восточноевропейских исследований Стэнфордского университета.

## Стипендиальная программа имени Уэйна С. Вучинича
Центр The Center for Russian, East European and Eurasian Studies университета Стэнфорда предлагает стипендию учёным и кандидатам наук. Программа рассчитана на 12 недель. Стипендиаты проводят личное исследование и принимают активное участие в научной жизни центра. Все участники программы имеют доступ к библиотекам университета и также к обществу ученых Стэнфорда. Также стипендиат проводит лекции и семинары по теме его/ее исследования.
Стипендия покрывает расходы на международный авиаперелёт, медицинскую страховку, расходы связанных с получением визы, и также 10 000$ на оплату проживания. Стипендию могут получить:
- учёные, которые работают в регионе (Россия, Восточная Европа и Центральная Азия) в любой дисциплине;
- приоритет отдается кандидатам наук, которые получили степень за последние 5 лет и которые являются резидентами стран: России, Восточной Европы, Кавказа, Центральной Азии, Афганистана.

## Опубликованные работы
- Serbian foreign policy 1903—1909. Thesis (M.A.), University of California, Berkeley 1936.
- Serbian foreign policy, 1903—1908. Thesis (Ph.D.) University of California, Berkeley 1941.
- The Second World War and beyond. 1949.
- Yugoslavs of the Moslem faith. 1949.
- Postwar Yugoslav Historiography // The Journal of Modern History Vol. 23, No. 1, March 1951.
- Serbia between East and West; the events of 1903—1908. Stanford University Press, Stanford, 1954.
- The Yugoslav Lands in the Ottoman Period: Postwar Marxist Interpretations of Indigenous and Ottoman Institutions // The Journal of Modern History. Vol. 27, No. 3, September 1955.
- Yugoslavs in California. Los Angeles 1960.
- The Ottoman Empire, its record and legacy. Van Nostrand, Princeton, N.J. 1965.
- The peasant in nineteenth-century Russia: a conference on the Russian peasant in the nineteenth century. Stanford, 1966.
- Contemporary Yugoslavia; twenty years of Socialist experiment. (With Jozo Tomasevich; Stanford University.; et al.) University of California Press, Berkeley, 1969.
- Russia and Asia; essays on the influence of Russia on the Asian peoples. Hoover Institution Press, Stanford University, Stanford, Calif. ©1972.
- Eastern Europe. Ginn, Lexington, Mass. 1973.
- Croatian illyrism; its background and genesis. 1975.
- A study in social survival: the katun in Bileća Rudine. University of Denver, Graduate School of International Studies, Denver ©1975.
- Nation and ideology: essays in honour of Wayne S. Vucinich. (With Ivo Banac.) East European monographs, Boulder; Columbia U.P. (distr.) New York, 1981.
- The First Serbian uprising, 1804—1813. Social Science Monographs; New York. Distributed by Columbia University Press, Boulder 1982.
- At the brink of war and peace: the Tito-Stalin split in a historic perspective. Social Science Monographs, Brooklyn College Press, New York. Distributed by Columbia University Press, 1982.
- Kosovo: legacy of a medieval battle. (With Thomas Allan Emmert.) University of Minnesota, Minneapolis, Minn. 1991.
- Ivo Andric revisited: the bridge still stands. International and Area Studies, Berkeley, ©1995.
- Memoirs of my childhood in Yugoslavia. (With Larry Wolff.) Society for the Promotion of Science and Scholarship, Palo Alto, Calif. ©2007.